# 赵元会
赵元会，浙江於潜县（今杭州市临安区於潜镇）人，明朝政治人物。
赵元会为拔贡出身。崇祯十七年（1644年）接替曹克昌任嘉定县知县一职，1644年由钱墨接任。